# محمد نجيب (مذيع)
محمد نجيب (23 مارس 1961-) صحفي ومذيع رياضي إماراتي، قدم العديد من البرامج على قناة أبو ظبي الرياضية حتي أصبح رئيسا لها ، وعمل سابقًا كمقدم برنامج خط الستة.

## الجدل

### توقفه عن العمل
تم إيقاف الإعلامي محمد نجيب عن العمل في قناة ابوظبي الرياضية من قبل مؤسسة الإمارات للإعلام، بسبب تهجمه على أحد الشخصيات في دولة الإمارات بألفاظ بذيئة، كما قام بعمل ضجة كبيرة في نهائي آسيا بين الإتحاد والعين في العين وجدة، وشارك في توتر علاقات المسئولين والجماهير بالناديين.

### مهاجمة محمد نجيب لجريدتي الشرق الأوسط والحياة
قام الإعلامي محمد نجيب بمهاجمة جريدتي الشرق الأوسط والحياة، وقد فسر ذلك بأنهما قد قادتها حملة سعودية متحيزة، لصالح نادي الاتحاد السعودي في نهائي دوري أبطال آسيا الذي فاز به الإتحاد، وهو عكس ماقالته وقامت به الصحافة الإماراتية من ترسيخ وتوجيه حملتها بشكل واضح وعقلاني، دون تطرف كما فعلت الشرق الأوسط والحياة والرياضي، كما أن أثر هذه الحملة كان سلبي على الفريق الإماراتي، وقد أثرّت على معنويات لاعبي العين أنفسهم، وتسببت بخسارتهم من الاتحاد بنتيجة 4 لصفر.

### موقف محمد نجيب  مع  الرئيس السوداني والتركي[5][6][7]
تطاول الإعلامي محمد نجيب، على الرئيس السوداني عمر البشير، وتطاول أيضا على الرئيس التركي رجب الطيب أردوغان، خلال تغريدة له على مواقع التواصل الاجتماعي، وقد اعتبرها المتابٍعين إهانة كبيرة، واتهموه بالعنصرية، وقد كان ذلك حين أعلن محمد نجيب عن غضبه الشديد، من زيارة الرئيس التركي رجب طيب أردوغان للسودان، وقال في تعليق غاضب على تويتر ” لا تشتر العبد إلا والعصا معه، إن العبيد لأنجاس مناكيد، رحم الله أبا الطيب المتنبي” .

### اعتذاره عن إهانة الرئيس السوداني[8][6]
حين شن الناشطون حملات غضب على محمد نجيب، قام بحذف الكلام، أعلن أن حسابه بموقع تويتر قد تم سرقته، ونشر لهم كلمات أخرى، “الإخوة الأعزاء أبناء السودان الشقيق، أعتذر من إساءة بحق الرئيس عمر البشير، ثقوا بأنني لم أكتب تلك التغريدة، وسأثبت ذلك أمام المسؤولين، المهم السوداني بالنسبة لنا الصديق والأخ والشعب الأكثر طيبة، السوداني الدكتور والمدرس والمهندس ومن ساهم ببناء دولتنا، الأيام القادمة ستثبت قولي.